# Su Zent
Su Zent est une joueuse de volley-ball turque née le 25 mars 1996. Elle mesure 1,85 m et joue au poste de centrale. 

## Clubs
| Club                  | De        | À         |
| --------------------- | --------- | --------- |
| Galatasaray İstanbul  |           | 2010-2011 |
| TVF Spor Lisesi       | 2011-2012 | 2012-2013 |
| Bolu Belediyespor     | 2013-2014 | 2013-2014 |
| Yeşilyurt İstanbul    | 2014-2015 | 2014-2015 |
| Galatasaray İstanbul  | 2015-2016 | 2017-2018 |
| THY Spor Kulübü       | 2018-2019 | 2018-2019 |
| Beşiktaş İstanbul     | 2019-2020 | 2019-2020 |
| Kuzeyboru Spor Kulübü | jan 2020  | mai 2020  |
| PTT Spor Kulübü       | 2020-2021 | …         |

## Palmarès
- Coupe de la CEV
  - Finaliste : 2016.
- Championnat de Turquie
  - Finaliste : 2017.